# Terra calchinia
Terra calchinia är en fjärilsart som beskrevs av William Chapman Hewitson 1868. Terra calchinia ingår i släktet Terra och familjen juvelvingar. Inga underarter finns listade i Catalogue of Life.